# Suriname (Fluss)
Der Suriname (Sranantongo Sranan liba, „Suriname-Fluss“) ist ein Zufluss des Atlantischen Ozeans in Suriname. Am Flusslauf befindet sich der Brokopondo-Stausee (Brokopondostuwmeer).

## Flussverlauf
Der Suriname entspringt als Gran Rio am Nordabhang des Eilerts-de-Haan-Gebirges im äußersten Südwesten des Distriktes Sipaliwini. Der Fluss strömt in nordöstliche Richtung und bildet den Sintidam mit den Adidon- und Adindinfällen, bildet den Awara- und, nachdem die ersten Marrondörfer passiert sind, den Grandam mit dem Tapawatrafall. Bei Godo vereinigt sich der Gran-Rio mit dem Pikin-Rio (kleiner Fluss). Zwischen Godo und der Ausmündung in den Stausee, nördlich von Pokigron, fließt der Suriname nordwärts durch das dichter bewohnte Gebiet der Saramaccaner und bildet diverse kleinere und größere Wasserfälle: den Toni-, Bofrokule-, Dahome-, Ejkununu-, Bia-ati-, Vedubuka-, Jin-Jin-, Kuna-, Jemongo-, Ferulasi-, Jaw-Jaw-, Apresina- und Bakaabotofall. Über den Stausee empfängt er seine früheren von rechts hereinströmenden Flüsse, den Gran- oder Marowijne- und den Sarakreek. Durch das Wasserkraftwerk der Afobaka-Talsperre  bei Afobaka verlässt der Fluss den Stausee und strömt weiter nordwärts. Bei Victoria biegt der Fluss nach Westen ab, fließt via Berg en Dal wiederum nach Norden und nimmt den Mama-, Klaas- und Marchealkreek auf. Hier passiert er die Transmigrations-Dörfer Klaaskreek und Nieuw-Lombè. Anfang der 1960er Jahre mussten nach offiziellen Angaben rund 6000 Marrons ihre alten Dörfer und Kultstätten für den Stausee verlassen und wurden zum Teil hier angesiedelt.
Bei Paranam formt der Fluss einen großen Bogen und weiter nördlich folgt der Bogen von Waterland, wo von rechts der Surnaufluss zufließt. Hinter Domburg nimmt der Suriname von rechts den Pauluskreek und von links den Parafluss sowie den Saramaccakanal auf. Er passiert Paramaribo sowie am anderen Ufer Meerzorg.
Hier besitzt der Fluss eine Breite von 900 Metern. Direkt neben den Markthallen von Paramaribo und in Meerzorg befinden sich Anlegestellen für die in unregelmäßigen Abständen fahrenden kleinen Fährboote. Bei Nieuw-Amsterdam fügt sich von rechts der Commewijne hinzu und der Suriname mündet hinter dem Fischerdorf Pamona, bei der Sandzunge Braamspunt in den Atlantik.

## Schifffahrt
Für den Im- und Export ist der Suriname mit Abstand der bedeutendste Fluss von Suriname. Hierüber verlassen nicht nur alle Schiffe mit Bauxiterz und Aluminium das Land, sondern fast alle Schiffe, die die für Suriname unentbehrlichen Güter und Waren anliefern, kommen via Braamspunt ins Land, um im Hafen von Paramaribo (unmittelbar südlich vom Stadtzentrum) ihre Ladung zu löschen. Die Häfen der Bauxitindustrie befinden sich circa 30 km südlich von Paramaribo, in Smalkalden und Paranam.
Vor Paramaribo ragt ein auf Befehl des Kapitäns durch Besatzungsmitglieder versenktes Schiff der Deutschen Handelsmarine, die Goslar, aus dem Wasser. Das Schiff wurde kurz nach dem Einmarsch der deutschen Wehrmacht in die Niederlande im Mai 1940 geflutet, um die Beschlagnahme durch die niederländische Kolonialmacht zu vereiteln.

## Brücken
Im Mai 2000 wurde die Jules-Wijdenbosch-Brücke in Paramaribo eingeweiht und für den Verkehr freigegeben. Es ist die erste Brücke über den Suriname in der Hauptstadt. Sie ist nach dem Auftraggeber und damaligen Präsidenten benannt. Die Brücke erschließt das östlich gelegene Gebiet von Suriname.
Bei Carolina im Distrikt Para, circa 50 km südlich von Paramaribo, verband eine Holzbrücke die beiden Ufer. Diese Brücke war nach einer Schiffskollision nicht mehr passierbar und wurde abgebrochen. Die neue Brücke wurde zuletzt 2007, kurz vor der Vollendung, ebenfalls durch Schiffskollisionen schwer beschädigt und musste ersetzt werden. Am 21. Dezember 2014 wurde die etwa 5 km stromaufwärts von der alten Stelle neu gebaute „Carolinabrücke“ offiziell für den Verkehr freigegeben. Diese Stahlkonstruktion ist 204 m lang und 12,5 m breit.

Foto-Galerie Surinamefluss
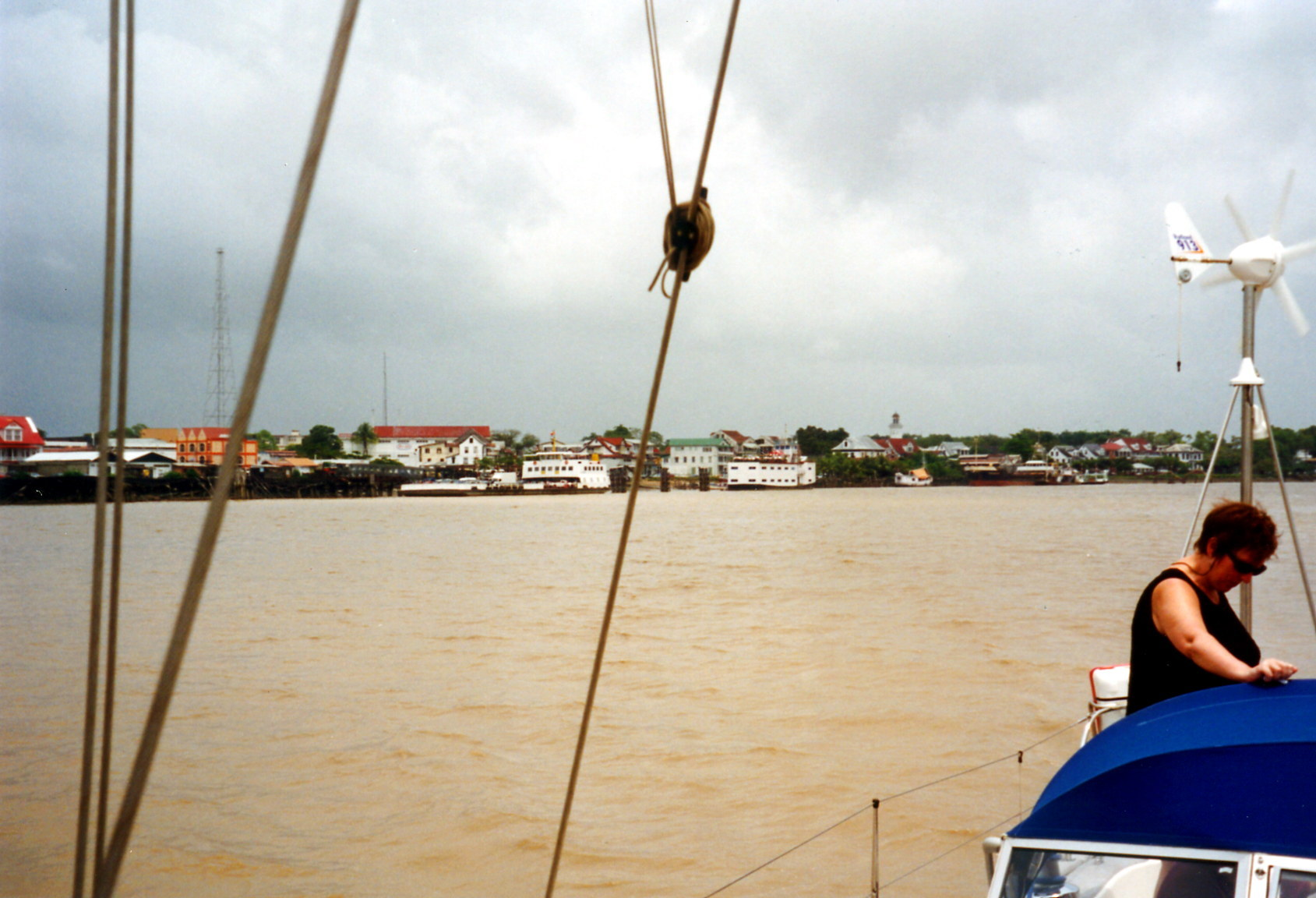
Paramaribo, links die Markthallen, daneben die Fähre
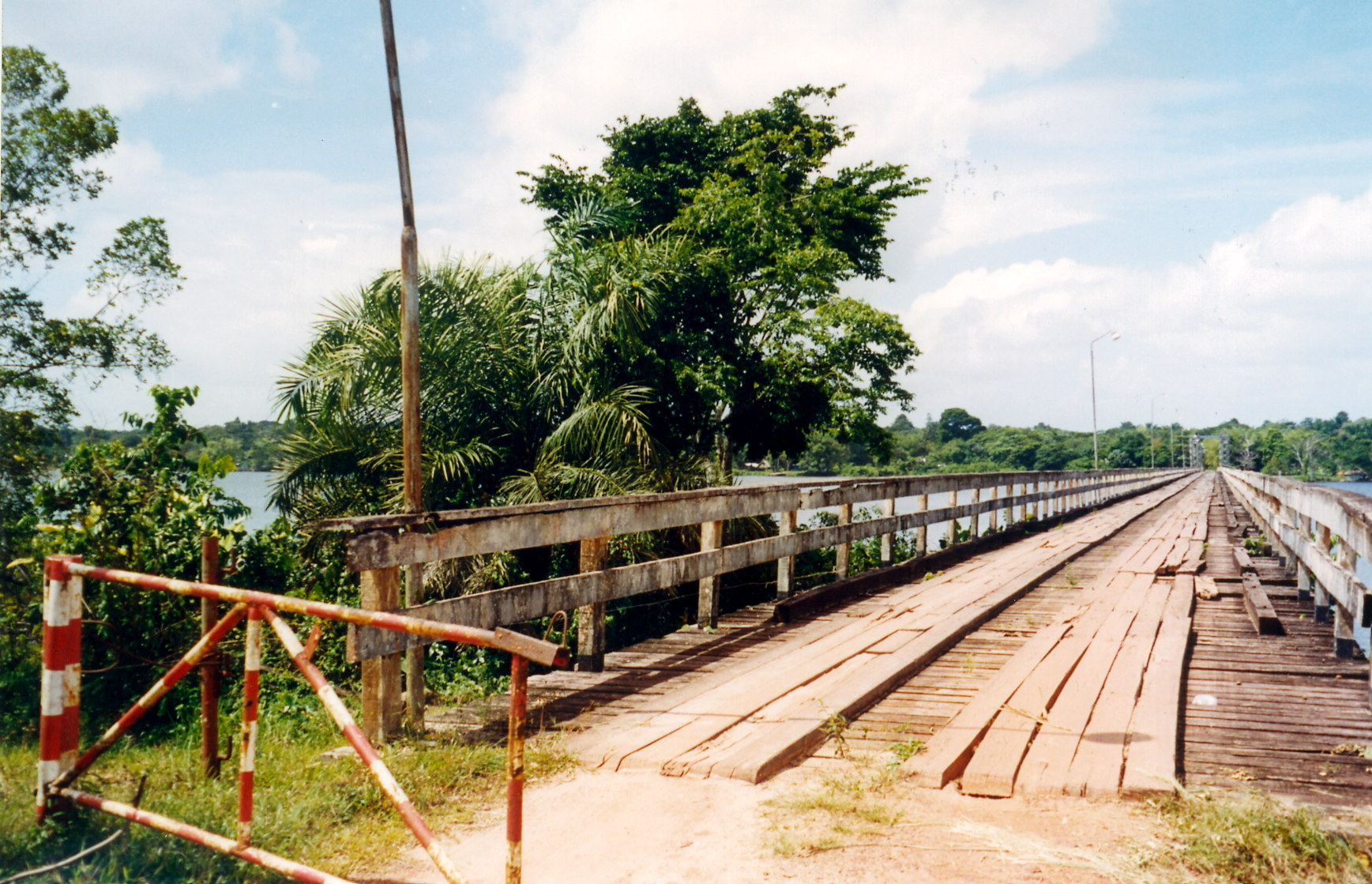
Alte, abgebrochene Holzbrücke bei Carolina (Februar 2000)
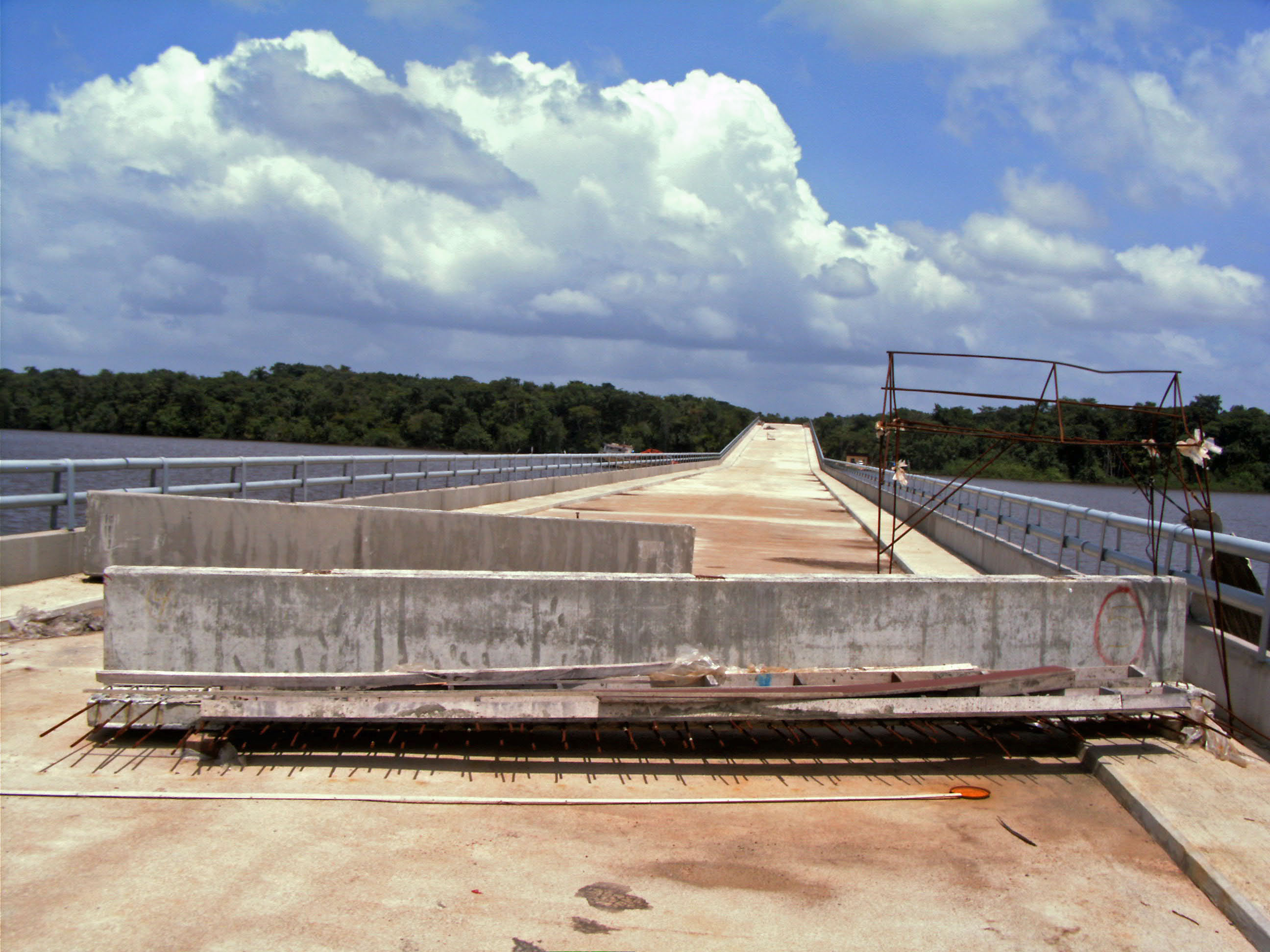
Die neue, schwer beschädigte Brücke bei Carolina (März 2008)
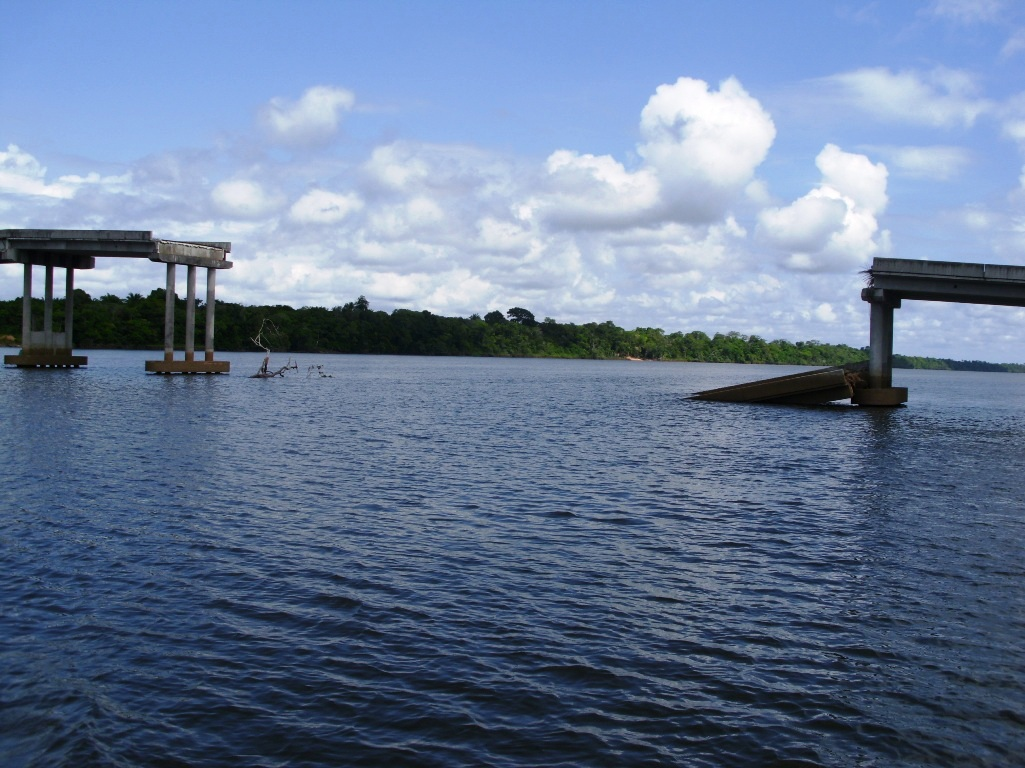
Carolinabrücke vom Fluss aus (September 2011)
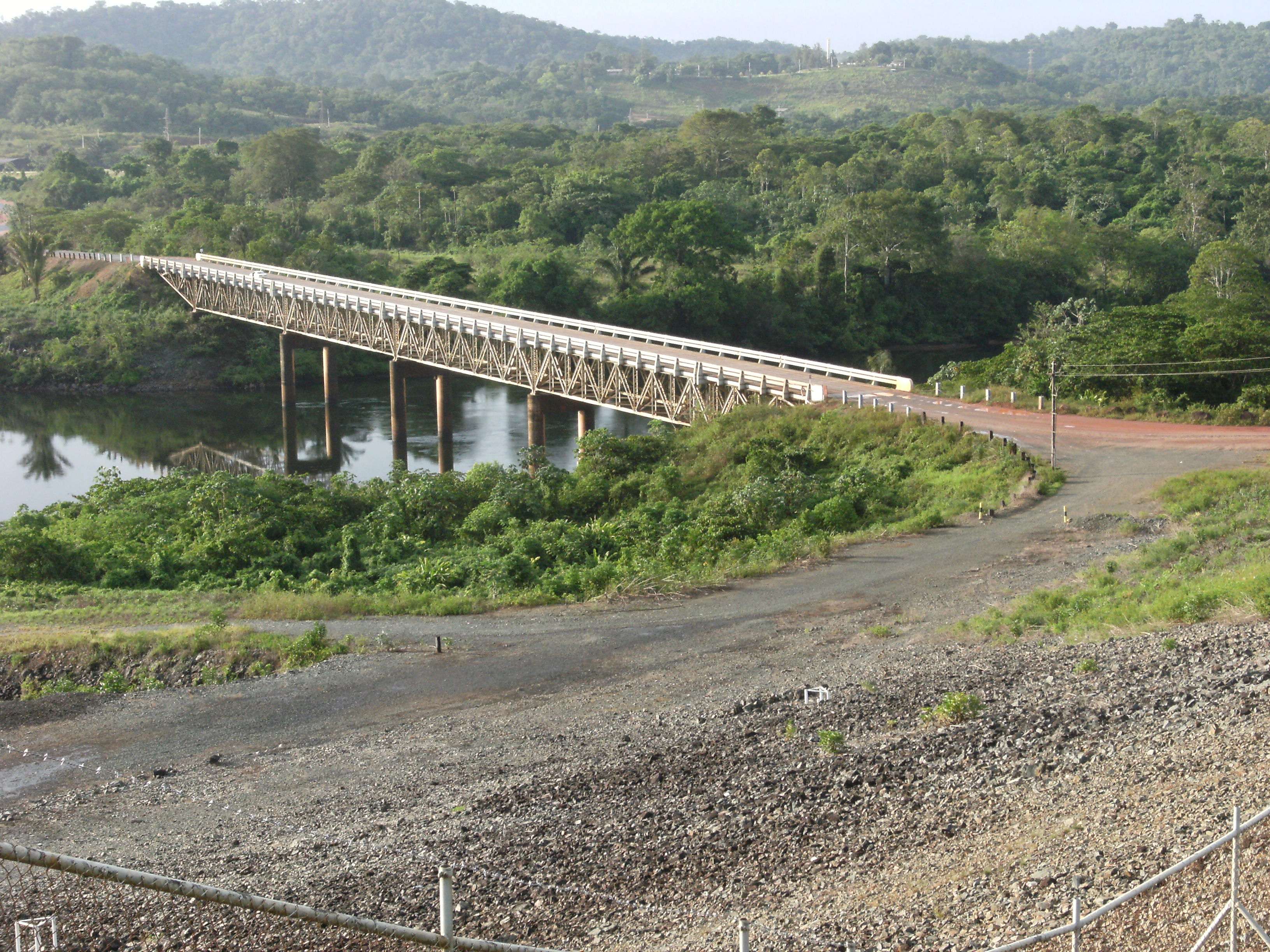
Brücke bei Afobaka

## Einige Zahlen
Der Einzugsbereich des Flusses beträgt 16.500 km², davon oberhalb des Stausees, bei Pokigron (250 Kilometer von der Mündung entfernt), 7750 km². Die Länge des Ästuars beträgt rund 140 Kilometer. Der mittlere Tidenhub im Mündungsbereich liegt bei 1,8 Metern, das durchschnittliche Gezeitenvolumen beträgt 120 Millionen Kubikmeter. Die Salzgrenze reicht etwa 40 km landeinwärts bis zur Einmündung des Pauluskreek. Der mittlere Abfluss beträgt 426 m³/s.

## Erforschung
Der Suriname war bis Brokopondo schon in der Anfangszeit der Kolonisation bekannt – und auch der Oberlauf vor allem durch die Missionsarbeit der Herrnhuter Brüdergemeine unter den Saramaccanern im 18. und 19. Jahrhundert. Die wissenschaftliche Erforschung des Flusses begann 1885 durch den deutschen Geologen Karl Martin, der den Fluss aufwärts fuhr bis zum Marrondorf Toledo, veröffentlicht unter: Geologische Studien über Niederländisch Westindien, Leiden 1888, und wurde durch die sog. Suriname-Expedition unter Eilerts de Haan 1908–1909 fortgesetzt. Martins Werk enthält die erste Übersichtskarte Surinames mit geologischen Informationen; er gibt außerdem optimistische Beschreibungen von Eisenerzvorkommen.

## Der Name
Erste echte Quellen sind Sir Walter Raleigh (1595) und Lawrence Keymis (1596), die den Fluss befuhren und Suriname nannten. Bei der Schreibweise des Flusses kommen mehr als 30 Varianten in Karten und in der Literatur vor. Der Name ist wahrscheinlich von dem alten einheimischen Indianerstamm, den Surinen, abgeleitet und ist später als staatskundige Bezeichnung auf das Land übertragen worden.